# فلورنسا تورنر
فلورنسا تورنر (بالإنجليزية: Florence Turner)‏ (و. 1885 – 1946 م) هي ممثلة، ومخرجة سينمائية، وكاتبة سيناريو، وكاتِبة، وممثلة مسرحية، ومنتجة أفلام، من الولايات المتحدة الأمريكية، ولدت في مدينة نيويورك، توفيت عن عمر يناهز 61 عاماً.

## وصلات خارجية
- فلورنسا تورنر على موقع IMDb (الإنجليزية)
- فلورنسا تورنر على موقع أول موفي (الإنجليزية)
- فلورنسا تورنر على موقع قاعدة بيانات برودواي على الإنترنت (الإنجليزية)
- فلورنسا تورنر على موقع قاعدة بيانات الأفلام السويدية (السويدية)
- فلورنسا تورنر على موقع قاعدة بيانات الفيلم (الإنجليزية)
- فلورنسا تورنر على موقع كينوبويسك (الروسية)